# Eisenbahnunfall von Yokohama (1963)
Bei dem Eisenbahnunfall von Yokohama (japanisch 鶴見事故, Tsurumi jiko) fuhren am 9. November 1963 in Yokohama zwischen den Bahnhöfen Tsurumi und Shin-Koyasu auf der Tōkaidō-Hauptlinie zwei Personenzüge in einen zuvor entgleisten Güterzug. Dabei starben 162 Menschen.

## Ausgangslage
Die mehrgleisige Strecke wurde von der Japanischen Staatseisenbahn (JNR) betrieben.

## Unfallhergang
In einem nach Tokio fahrenden, sehr langen Güterzug entgleisten bei etwa 60 km/h der 43. bis 45. Wagen und gerieten dabei in das Lichtraumprofil eines benachbarten Gleises der Gegenrichtung. Warum die Wagen entgleisten, konnte zunächst nicht festgestellt werden. Sowohl die Eisenbahninfrastruktur als auch die Güterwagen schienen technisch in Ordnung.
Ein Elektrotriebwagen, der in Richtung Tokio unterwegs war, fuhr nur Sekunden später in die entgleisten Güterwagen. Der Triebwagen entgleiste ebenfalls und kippte in den vierten und fünften Wagen eines dritten, zwölf Wagen langen Zuges, der ebenfalls in Richtung Tokio unterwegs war.

## Folgen
Bei diesem Unfall starben 162 Menschen, weitere 120 wurden verletzt.
Die ungeklärte Entgleisung führte zu jahrelangen Versuchen der Japanischen Staatsbahn (JNR) zwischen 1967 und 1972 auf einem stillgelegten Abschnitt der Nemuro-Hauptlinie in Hokkaidō, auf der die Unfallstelle nachgebaut und unter Versuchsbedingungen mit baugleichen Fahrzeugen befahren wurde. Ergebnis war, dass die Güterwagen vermutlich aus einer Kombination von Ursachen entgleisten. Zu dem Unfall hatten die Konstruktion und der Abnutzungsgrad der Fahrgestelle und die Gleisgeometrie an der Unfallstelle beigetragen.
Als Konsequenz wurde die klassische Inaugenscheinnahme als Überwachung des Gleises aufgegeben und Messzüge eingeführt, die das Verhalten des Gleises auch bei Fahrzeugbelastung analysieren konnten.

## Weiter wissenswert
Nur knapp eineinhalb Jahre zuvor war es beim Eisenbahnunfall von Mikawashima am 3. Mai 1962 zu einem schweren Eisenbahnunfall gekommen, der ganz ähnlich ablief. Der dabei zunächst entgleiste Güterzug hatte allerdings ein „Halt“ zeigendes Signal überfahren.
Unter den Getöteten befand sich auch der Wissenschaftler Saigusa Hiroto.